# Chlap na roztrhání
Chlap na roztrhání (v anglickém originále Playing for Keeps) je americký romantický a komediální film z roku 2012. Režie se ujal Gabriele Muccino a scénáře Robbie Fox. Hlavní role hrají Gerard Butler, Jessica Biel, Catherine Zeta-Jones, Dennis Quaid, Uma Thurman a Judy Greer. Film měl premiéru ve Spojených státech dne 7. prosince 2012. V České republice nebyl uveden do kin. 

## Obsazení
- Gerard Butler jako George Dryer
- Jessica Biel jako Stacie Dryer
- Uma Thurman jako Patti King
- Noah Lomax jako Lewis Drye
- Catherine Zeta-Jones jako Denise
- Dennis Quaid jako Carl King
- Judy Greer jako Barb
- James Tupper jako Matt
- Iqbal Theba jako Param
- Marlena Rayne jako Samantha
- Aidan Potter jako Hunter

## Přijetí

### Tržby
Film celosvětově vydělal přes 24 milionů dolarů po celém světě. Rozpočet filmu činil 35 milionů dolarů. Za první víkend docílil šesté nejvyšší návštěvnosti, kdy vydělal 5,7 milionů dolarů.

### Recenze
Na recenzní stránce Rotten Tomatoes získal z 86 započtených recenzí 3 procenta. Na serveru Metacritic snímek získal z 25 recenzí 27 bodů ze sta. Na Česko-Slovenské filmové databázi snímek získal 55 procent.

### Nominace
Jessica Biel získala za svojí roli nominaci na Zlatou malinu v kategorii nejhorší herečka ve vedlejší roli. Gabriele Muccino byl nominovaný do síně hanby na předávání cen Alliance of Women Film Journalists. Biel také získala nominaci na Teen Choice Awards v kategorii nejlepší herečka v romantickém filmu.